# کلوپوتوویتسه
کلوپوتوویتسه (به چکی: Klopotovice) یک منطقهٔ مسکونی در جمهوری چک است که در ناحیه پروستییوو واقع شده‌است.
 کلوپوتوویتسه ۵٫۳۳ کیلومتر مربع مساحت و ۲۷۶ نفر جمعیت دارد و ۲۰۷ متر بالاتر از سطح دریا واقع شده‌است.